# Albert Roosenboom (peintre)
Albert Roosenboom, né Albert Nicolas Rausenboom, le 13 décembre 1848 à Rotterdam et mort le 14 septembre 1893 à Ixelles, est un artiste peintre belge d'origine hollandaise.

## Biographie
Albert Nicolas Roosenboom naît en 1848 à Rotterdam, fils de Nicolas Jean Roosenboom et Marie Cornélie Marguerite Schelfhout,.
Formé dans l'atelier du peintre Jean-Baptiste Meunier, il se spécialise dans la peinture de genre, les figures, les scènes d'intérieur.
En 1871, Philippine Hubertine Heynen donne naissance à un fils prénommé Émile Albert Philippe. Sept ans plus tard, elle se marie avec Albert Roosenboom. Reconnu, Albert Heynen prend le nom de Roosenboom. Il deviendra, lui aussi sous le nom d'Albert Roosenboom, un architecte Art Nouveau réputé.
Albert Roosenboom père meurt en 1893 à Ixelles.

## Expositions
- 1861 : Bruxelles
- 1871 : Gand
- 1874 : Londres

## Musées
- Musée de Courtrai : La Toupie et Groupes d'enfants